# Eric Dawson
Eric Dawson, né le 7 juillet 1984, à San Antonio, au Texas, est un joueur américain de basket-ball. Il évolue au poste d'ailier fort.

## Palmarès
- Impact Player de la NBA Development League 2012